# 筆談女公關
《筆談女公關》（日语：筆談ホステス）是由日本作家齊藤里惠（斉藤 里恵）寫的自傳小說，2009年由光文社出版，為當年日本的暢銷書之一。2010年，每日放送(MBS)將此作改編為電視劇《筆談女公關〜母親和女兒、愛和感動的25年。傳達!我的心〜》（筆談ホステス～母と娘、愛と感動の25年。届け!わたしの心～），於同年1月10日在TBS電視播出。平均收視率是12.2％（關東地區Video Research調查）。2010年6月16日在日本已發行DVD。

## 簡介
本書的作者齊藤里惠出生於青森縣青森市，因一歲又十個月時感染腦膜炎而導致聽力喪失，長大後過著離不開煙、酒及偷竊的墮落生活，而被稱為「青森第一不良少女」。23歲時前往東京，在銀座的高級俱樂部工作，她是店裡唯一以筆談方式接客的女公關而獲得高人氣。

## 登場人物
- 齊藤里惠：北川景子（女主角）（粵語配音：黃紫嫻）
- 齊藤悟志：福士誠治（女主角的胞兄）（粵語配音：伍博民）
- 河原三春：戶田菜穗（銀座高級俱樂部的媽媽桑）
- 瀨川耕造：笹野高史（女主角在銀座高級俱樂部的常客）（粵語配音：黃子敬）
- 島田：春田純一（粵語配音：朱子聰）
- 池波：石井康太
- 小橋史生：井上順（西裝店店長）
- 齊藤志郎：梨本謙次郎（女主角的父親）
- 永井杏子：手塚理美（青森俱樂部的媽媽桑）（粵語配音：陸惠玲）
- 齊藤惠美子：田中好子（飾演女主角的母親。2011年逝世前在民營電視台最後參與演出的電視劇）（粵語配音：沈小蘭）

## 其他演員
- 春日井靜奈、折山美優、麻生夏子、木咲直人、三田村賢二、黑木美早、天野勝弘、麻田葵、八戶亮、紺谷三惠子、澤田萌音、巨勢龍也、清田海子、稻垣鈴夏、小西結子 等

## 工作人員
- 原作：齊藤里惠「筆談女公關」（光文社）
- 編劇：加藤綾子
- 片尾曲：SQUAREHOOD「Departures」（日本索尼音樂）
- 製作人：志村彰（The icon）、森雅弘（The icon）
- 導演兼製作人：竹園元（MBS）
- 外景拍攝合作：青森市、青森電影委員會、高崎電影委員會、土浦電影委員會等
- 車輛特技演出：Active21
- 技術協力：Fortune
- 美術協力：Fuji Art
- 開頭旁白：杉本留美
- 編輯・MA：赤坂電視中心
- 制作：The icon
- 製作：每日放送

## 外部連結
- 官方网站（日語）

## 節目的變遷
| 臺灣 緯來日本台 週六晚上8點 | 臺灣 緯來日本台 週六晚上8點             | 臺灣 緯來日本台 週六晚上8點 |
| --------------------------- | --------------------------------------- | --------------------------- |
|                             | 筆談公關小姐 （2011年8月6日）             |                             |
| -                           | 名偵探柯南 怪鳥傳說之謎 （2011年8月13日） |                             |

| 香港 無綫電視J2 星期日22:30-23:30 | 香港 無綫電視J2 星期日22:30-23:30    | 香港 無綫電視J2 星期日22:30-23:30 |
| --------------------------------- | ------------------------------------ | --------------------------------- |
|                                   | 筆談公關 （2012.03.18 - 2012.03.25） |                                   |
| 奇幻世紀 - 枷鎖 （2012.03.11）    | 最後的約束 （2012.04.01）            |                                   |